# Dearest Dear Jane Live 2025
Dearest Dear Jane Live 2025是香港乐队Dear Jane于2025年为庆祝组合入行20周年而在红馆举行的一连4场演唱会。Dear Jane最初于9月的澳門演唱會宣布将于於5月舉行紅館演唱會，演唱會最早消息為5月11至12日、14日，後證實為為5月11至14日期間舉辦，一連4場。

## 簡介
「Dearest Dear Jane Live 2025」為香港乐队Dear Jane于2025年为庆祝组合入行20周年而在红馆举行的一连4场演唱会，為他們經四年後再度在红馆举行演唱会，演唱會舞台為三面台，並由道地極品解茶贊助。
演唱會門票分為三個價格，分別是HK$1080、HK$880及HK$680，滙豐信用卡客戶獨家優先購票在2025年3月5日至7日優先購票，並於4月2日在城市售票網公開發售。門票於當天的公開發售時已火速售罄，4場演唱會全數售罄。
另外，在完成香港四場演唱會的翌日，Dear Jane 隨即宣佈履行澳門的九月之約，宣布於9月13日在澳門舉行演唱會。

## 場次
| 日期          | 國家／地區 | 城市 | 場館           | 備註 |
| ------------- | ---------- | ---- | -------------- | ---- |
| 2025年5月11日 | 香港       | 香港 | 紅磡香港體育館 |      |
| 2025年5月12日 | 香港       | 香港 | 紅磡香港體育館 |      |
| 2025年5月13日 | 香港       | 香港 | 紅磡香港體育館 |      |
| 2025年5月14日 | 香港       | 香港 | 紅磡香港體育館 |      |
| 2025年9月13日 | 澳門       | 澳門 | 銀河綜藝館     |      |

## 歌單
1. 浮床 

2. 多謝你自己 

3. 最後一間唱片舖 
	
4. 到底發生過什麼事 
	
5. 人類不宜飛行 
	
6. Let's Just Do It 
	
7. 地球空心論 
	
8. 富上代 
	
9. 身體語言 
	
10. 友情岁月（Jackal+Nice） 

11. 草戒指 

12. 懷舊金曲之夜 
	
13. 不許你注定一人 

14. 永遠飛行模式 

15. 2084 

16. 基本嘢（未出新歌） 

17. 無憾的生存 
	
18. Yellow Fever 

19. 遠征 

20. 明日明日 
	
21. 銀河修理員 

22. 哪裏只得我共你 

23. 只知感覺失了蹤 
	
24. 經過一些秋與冬 
	
25. 你流淚所以我流淚 
	
26. 男兒當打交 

27. 放大假 

28. 慣 

29. 終點的擁抱 

30. 無可避免 

31. 二十年後的歌 

32. 聖馬力諾之心 

1. 浮床 
	
2. 多謝你自己 

3. 最後一間唱片舖 
	
4. 到底發生過什麼事 
	
5. 人類不宜飛行 
	
6. Let's Just Do It 
	
7. 地球空心論 
	
8. 富上代 
	
9. 身體語言 
	
10. 友情岁月（Jackal+Nice） 

11. 草戒指 

12. 懷舊金曲之夜 
	
13. 不許你注定一人 

14. 永遠飛行模式 

15. 2084 

16. 基本嘢（未出新歌） 

17. 無憾的生存 
	
18. Yellow Fever 

19. 遠征 

20. 明日明日 
	
21. 銀河修理員 

22. 哪裏只得我共你 

23. 只知感覺失了蹤 
	
24. 經過一些秋與冬 
	
25. 你流淚所以我流淚 
	
26. 一百万人的故事 

27. 戰狼三國 

28. 没有你的假期 

29. 別說話 

30. 哀的美敦书 

31. 二十年後的歌 

32. 聖馬力諾之心 

1. 浮床 
	
2. 多謝你自己 

3. 最後一間唱片舖 
	
4. 到底發生過什麼事 
	
5. 人類不宜飛行 
	
6. Let's Just Do It 
	
7. 地球空心論 
	
8. 富上代 
	
9. 身體語言 
	
10. 友情岁月（Jackal+Nice） 

11. 草戒指 

12. 懷舊金曲之夜 
	
13. 不許你注定一人 

14. 永遠飛行模式 

15. 2084 

16. 基本嘢（未出新歌） 

17. 無憾的生存 
	
18. Yellow Fever 

19. 遠征 

20. 明日明日 
	
21. 銀河修理員 

22. 哪裏只得我共你 

23. 只知感覺失了蹤 
	
24. 經過一些秋與冬 
	
25. 你流淚所以我流淚 
	
26. 咖啡因眼淚 

27. 一去不返 

28. 為何嚴重到這樣 

29. 未開始已經結束 

30. 二十年後的歌 

31. 聖馬力諾之心 

1. 浮床 
	
2. 多謝你自己 

3. 最後一間唱片舖 
	
4. 到底發生過什麼事 
	
5. 人類不宜飛行 
	
6. Let's Just Do It 
	
7. 地球空心論 
	
8. 富上代 
	
9. 身體語言 
	
10. 友情岁月（Jackal+Nice） 

11. 草戒指 

12. 懷舊金曲之夜 
	
13. 不許你注定一人 

14. 永遠飛行模式 

15. 2084 

16. 基本嘢（未出新歌） 

17. 無憾的生存 
	
18. Yellow Fever 

19. 遠征 

20. 明日明日 
	
21. 銀河修理員 

22. 哪裏只得我共你 

23. 只知感覺失了蹤 
	
24. 經過一些秋與冬 
	
25. 你流淚所以我流淚 
	
26. Rising Star 

27. 羽毛鳞刺 

28. 生日快乐歌（送給妻子） 

29. wedding song（送給妻子） 

30. 脱骹的华尔兹 

31. 二十年後的歌 

32. Goodbye 

33. 聖馬力諾之心 

Encore 

34. 到此为止 

35. 無可避免 

36. 浮床(Acoustic Ver) 